# Coppa Italia 2023-2024 (pallanuoto femminile)
La Coppa Italia 2023-2024 è stata la tredicesima edizione del trofeo organizzato dalla FIN. Il trofeo è stato assegnato tramite una Final Six disputatasi a Ostia tra il 5 e il 7 aprile. La vittoria è andata alla SIS Roma, alla sua terza affermazione.
L'Orizzonte Catania era la squadra campione in carica.

## Regolamento
La competizione è stata articolata in gare secche ad eliminazione diretta a partire dai quarti di finale.

### Quarti di finale
Venerdì 5 aprile la squadra giunta al terzo posto in classifica in campionato al termine del girone d'andata ha affrontato in gara secca la sesta classificata, mentre la quarta ha sfidato la quinta.

### Semifinali
Sabato 6 aprile la squadra giunta al primo posto in classifica in campionato al termine del girone d'andata ha affrontato in gara secca la vincente della semifinale tra quarta e quinta in classifica. La squadra giunta al secondo posto in classifica in campionato al termine del girone d'andata ha sfidato invece, sempre in gara secca, la vincitrice della prima semifinale.

### Finali
Domenica 7 aprile le vincenti delle semifinali si sono contese la Coppa Italia in gara secca, mentre le perdenti si sono sfidate per il 3º e 4º posto. Le perdenti delle gare dei quarti di finale sono tornate anch'esse in acqua per aggiudicarsi il 5º posto.

## Squadre partecipanti
- Orizzonte CT
- Plebiscito Padova
- Trieste
- Rapallo
- SIS Roma
- Brizz Acireale

## Tabellone
|  | Quarti di finale | Quarti di finale | Quarti di finale  |                   |          | Semifinali | Semifinali   | Semifinali |  |  | Finale | Finale | Finale |  |
|  |                  |                  |                   |                   |          |            |              |            |  |  |        |        |        |  |
|  |                  |                  |                   |                   |          | 1          | Orizzonte CT | 7          |  |  |        |        |        |  |
|  |                  |                  |                   |                   |          | 1          | Orizzonte CT | 7          |  |  |        |        |        |  |
|  |                  |                  |                   | SIS Roma          | 9        |            |              |            |  |  |        |        |        |  |
|  | 4                | Rapallo          | 6                 | SIS Roma          | 9        |            |              |            |  |  |        |        |        |  |
|  | 4                | Rapallo          | 6                 |                   |          |            |              |            |  |  |        |        |        |  |
|  | 5                | SIS Roma         | 8                 |                   |          |            |              |            |  |  |        |        |        |  |
|  | 5                | SIS Roma         | 8                 |                   | SIS Roma | SIS Roma   | 6            |            |  |  |        |        |        |  |
|  |                  |                  |                   |                   |          |            |              |            |  |  |        |        |        |  |
|  |                  |                  | Plebiscito Padova | Plebiscito Padova | 5        |            |              |            |  |  |        |        |        |  |
|  |                  |                  |                   | Plebiscito Padova | 5        |            |              |            |  |  |        |        |        |  |
|  |                  |                  |                   |                   |          |            |              |            |  |  |        |        |        |  |
|  |                  |                  |                   |                   |          |            |              |            |  |  |        |        |        |  |
|  |                  | 2                | Plebiscito Padova | 8                 |          |            |              |            |  |  |        |        |        |  |
|  |                  |                  |                   | 8                 |          |            |              |            |  |  |        |        |        |  |
|  |                  |                  |                   | Trieste           | 6        |            |              |            |  |  |        |        |        |  |
|  | 3                | Trieste          | 14                | Trieste           | 6        |            |              |            |  |  |        |        |        |  |
|  | 3                | Trieste          | 14                |                   |          |            |              |            |  |  |        |        |        |  |
|  | 6                | Brizz Acireale   | 9                 |                   |          |            |              |            |  |  |        |        |        |  |

## Final Six

### Finale 5º posto
| Ostia 6 aprile 2024 | Brizz Acireale | 8 – 17 (2-2, 1-5, 3-5, 2-5) referto | Rapallo | Polo Natatorio di Ostia |

### Finale 3º posto
| Ostia 7 aprile 2024 | Orizzonte CT | 12 – 8 (4-2, 1-2, 2-2, 5-2) referto | Trieste | Polo Natatorio di Ostia |

### Finale 1º posto
| Ostia 7 aprile 2024 | SIS Roma | 6 – 5 (1-2, 2-0, 1-2, 2-1) referto | Plebiscito Padova | Polo Natatorio di Ostia |